# Маньчэн
Маньчэ́н (кит. упр. 满城, пиньинь Mànchéng) — район городского подчинения городского округа Баодин провинции Хэбэй (КНР). Расположен в восточной части предгорья хребта Тайханшань.

## История
При империи Хань в этих местах был образован уезд Бэйпин (北平县). В VI веке эти земли входили в состав уезда Юнлэ (永乐县). При империи Тан в 742 году уезд был переименован в Пучэн (蒲城县). Постепенно первый иероглиф «Пу» исказился, и вместо него стали писать иероглиф «Мань» — так появился уезд Маньчэн (满城县).
При империях Мин и Цин уезд был подчинён Баодинской управе (保定府). После Синьхайской революции управы были упразднены, и уезд стал подчиняться непосредственно провинции.
В августе 1949 года был образован Специальный район Баодин (保定专区), и уезд вошёл в его состав. В 1958 году уезды Вань и Маньчэн были объединены в единый уезд Ваньмань (完满县), но в 1961 году были воссозданы вновь. В 1968 году Баодинский специальный район был переименован в Округ Баодин (保定地区). В 1983 году Баодин был выделен из состава округа в город провинциального подчинения, а уезд Маньчэн перешёл под его юрисдикцию. Постановлением Госсовета КНР от 23 декабря 1994 года округ Баодин и город Баодин были расформированы, а на их территории был образован Городской округ Баодин, в состав которого вошёл и уезд Маньчэн.
8 мая 2015 года уезд Маньчэн был преобразован в район городского подчинения.

## Климат
Климат умеренно континентальный, с четырьмя четко выраженными сезонами, среднегодовое количество осадков 582,8 мм, среднегодовая температура в 12,3 °C.

## Административное деление
Район Маньчэн делится на 1 уличный комитет, 5 посёлков и 7 волостей.

## Достопримечательности
Главной туристической достопримечательностью уезда Маньчэн является гробница принца Лю Шэна и его жены Доу Вань.

## Галерея

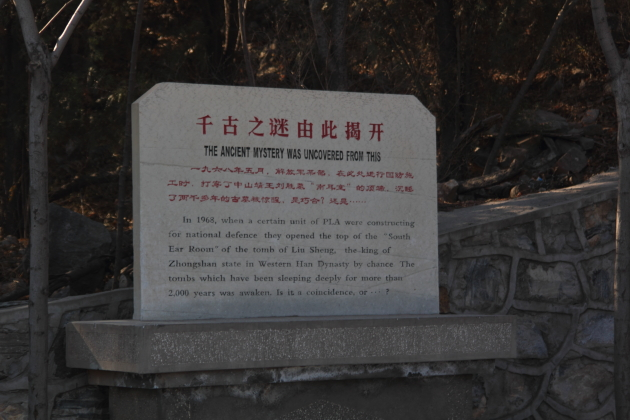
Маньчэн. Гробницы династии Хань